# 里弗尔
里弗尔（法語：Livre）是法国古代货币单位名称，又译作“锂”、“法镑”、“利弗爾”。当作为重量单位时則译为“磅”或“法磅”。

## 起源
里弗尔来自拉丁语中的“libra”，即古罗马的重量单位“磅”（相当于现在的328.9克）。里弗尔作为货币名称最早出现于查理曼时代。查理曼大帝在公元794年进行了货币和度量衡改革，将1查理曼磅（约408克）的白银铸造为240个第纳里乌斯（Dinarius）银币。由于当时在欧洲流通的拜占廷帝国金币“索利都斯”（Solidus）的价值大约是第纳里乌斯银币的12倍，因此形成了1磅（里弗尔）=20索利都斯（苏）=240第那里乌斯（但尼尔）的货币体系。里弗尔此时仅为记账单位，没有相应的流通硬币。
西欧国家的货币标准大多是在这个基础上发展起来的：在法国为“里弗尔—苏—但尼尔”，在英国为“英镑—先令—便士”，在意大利为“里拉—索尔多—德纳罗”，等等。自10世纪起到拿破仑时代，欧洲各地以磅为重量标准的货币单位都是1：20：240进制。
| 拉丁       | 拉丁     | 拉丁    | 法国    | 法国    | 法国      | 英国     | 英国     | 英国      | 意大利 | 意大利 | 意大利 | 德国 | 德国      | 德国       |
| 译名       | 单数     | 复数    | 译名    | 单数    | 复数      | 译名     | 单数     | 复数      | 译名   | 单数   | 复数   | 译名 | 单数      | 复数       |
| ---------- | -------- | ------- | ------- | ------- | --------- | -------- | -------- | --------- | ------ | ------ | ------ | ---- | --------- | ---------- |
| 磅         | libra    | librae  | 里弗尔  | livre   | livres    | （英）镑 | pound    | pounds    | 里拉   | lira   | lire   | 磅   | pfund     | \          |
| 索利都斯   | solidus  | solidi  | 苏/索尔 | sou/sol | sous/sols | 先令     | shilling | shillings | 索尔多 | soldo  | soldi  | 先令 | schilling | schillinge |
| 第那里乌斯 | denarius | denarii | 但尼尔  | denier  | deniers   | 便士     | penny    | pence     | 德纳罗 | denaro | denari | 芬尼 | pfennig   | pfennige   |

## 发展
查理曼时期的银币纯度为90%，而在此之前的墨洛温王朝时期纯度为5到9成。
在法国，因图尔地区的圣马丁修道院最先铸造名称为“里弗尔”的银币，因此该货币又被冠以“图尔里弗尔”或“图尔锂”的名称。1203年法国国王腓力二世从安茹伯爵手中夺取图尔后将该货币推行到自己的领地内。1里弗尔等于20苏；1苏等于12但尼尔（deniers）。
需要注意的是，同中国的纹银一样，里弗尔（磅）只是货币的计量单位，在实际流通中，并没有与其等值的贵金属货币。在古代英国，价值相当于一磅白银的金币叫做索维林（sovereign）。在古代法国，价值相当于一磅白银的金币叫做法郎（franc）。中世纪时法国和其他欧洲地區通用的金币为佛罗伦斯的弗罗林（florin）和威尼斯的杜卡特（ducat），后来在波旁王朝时期出现了金埃居（écu d'or）和金路易（Louis d'or）。
尽管“里弗尔”的名称经久不变，但是其实际价值一直在发生变化，以平均每年0.88%的速度贬值。其原因一是由于货币所含贵金属减少（最初1磅白银铸造20苏，后来演变为铸造66苏），二是由于十字军时代以来货币购买力发生变化。1726年，路易十五的财政大臣制订了新的货币标准：1马克（8盎司）纯金折合为740里弗尔9苏，1马克纯银折合51里弗尔2苏3但尼尔。按照这一标准，1个金路易等于24里弗尔，1个金埃居等于6里弗尔。
1795年，法国正式将另一个源于13世纪的货币单位——法郎定为标准货币，停止里弗尔的使用。新旧货币之间按照1法郎等于1里弗尔3但尼尔的比率兑换。在海峡群岛，里弗尔作为货币名称一直使用到1837年才被英镑取代。